# 无刚毛荸荠
无刚毛荸荠（学名：Eleocharis kamtschatica f. reducta）为莎草科荸荠属大基荸荠下的一个变型。

## 扩展阅读
- 維基物種上的相關：无刚毛荸荠